# Benjamín Rojas
 (août 2024).
Si vous disposez d'ouvrages ou d'articles de référence ou si vous connaissez des sites web de qualité traitant du thème abordé ici, merci de compléter l'article en donnant les références utiles à sa vérifiabilité et en les liant à la section « Notes et références ».
Benjamín Rojas Pessi, est un acteur chanteur et musicien argentin né le 16 avril 1985 à La Plata, Argentine. 
Ses rôles les plus connus sont sans doute ceux dans les séries télévisées telles Telenovelas Chiquititas, Rebelde Way, Floricienta  et Alma Pirata'. Il a fait partie du groupe de pop argentin Erreway.''En 2008, il a signé le contrat avec Cris Morena Group pour la série télévisée Jake et Blake diffusée actuellement sur Disney Channel et dont la deuxième saison est en cours.

## Biographie
Il a deux frères et une sœur aînée qui habite a Azul. Il a été élève de l'école Gimnasia La Plata, et a été joueur de rugby. Il a quitté ce sport en raison de son rôle dans la telenovela Chiquititas. Il pratique la guitare acoustic et électrique.
Au cours de la période 2001-2004, il a été en relation avec Camila Bordonaba qui jouait Paloma dans Floricienta. Ils ont rompu en 2004. Il est également sorti trois ans avec le mannequin Maria Del Cerro. Ils ont rompu en 2008. Il est en ce moment en couple. Il aime le football, et son club favori est le Club de Gimnasia y Esgrima La Plata. Il parle l'espagnol et l'anglais.

## Filmographie

### Cinéma
- 2009 : la leyenda
- 2008 : Honrizontal-vertical
- 2007 : Kluge
- 2004 : ErreWay: 4 caminos
- 2001 : Chiquititas: Ricon de luz

### Télévision
- 2013 : Mis amigos de siempre
- 2011 : Amor de luvi
- 2009 : Jake et Blake
- 2009 : Casi Ángeles (saison 3)
- 2007 : Casi Ángeles (saison 1)
- 2006 : Alma pirata
- 2004 : Floricienta (saison 1
- 2005 : Floricienta (saison 2
- 2003 : Rebelde Way (saison 2)
- 2002 : Rebelde Way
- 1998 - 2001 : Chiquititas

## Discographie
Pendant le développement de la série RebeldeWay (2001), il est devenu membre du groupe ErreWay avec lequel il a fait trois albums : senales (2002), tiempo (2003) et memoria.
Rojas a enregistré de nombreuses chansons pour la bande sonore de Chiquititas, de Floricienta (2004-2005) d'Alma pirata (2006) et de Casi Ángeles (2007) et Jake et Blake (2009 et 2010)
- 1998 - Chiquititas Vol. 4
- 1999 — Chiquititas Vol. 5
- 2000 — Chiquititas Vol. 6
- 2001 - Chiquititas vol. 7
- 2001 - Chiquititas: Ricon de luz
- 2002 - Senales
- 2003 - Tiempo
- 2003 - Memoria
- 2004 — Floricienta
- 2006 — Alma Pirata
- 2007 — Casi Ángeles